# 韓賢
韓賢（？—534年），字普賢，广宁郡石门县（今山西寿阳县北三十里）人。北齊初期政治人物。
韩賢身材壮健，有武艺。最初跟随葛荣作乱，葛荣被尔朱荣剿灭后军队被带到并州改编，被提拔为尔朱荣左右亲随。尔朱荣死后，尔朱世隆等人立长广王元曄为主，韩贤升任鎮遠将軍、屯騎校尉，并在攻打建州和石城的战役中立了战功。尔朱度律任他为帐内都督，封汾阳县伯，食邑四百户。普泰元年（531年），升任前将軍、广州刺史。高欢起义背叛尔朱氏，度律认为韩賢是高欢一党，派人徵招他。韩賢不愿去，故意挑动治下群蛮叛乱，使者回复尔朱度律，就暂停了此事。韩賢于是派人暗通高欢，高欢掌权后，属于尔朱氏党羽的官爵都被削除，韩贤因遠送誠款，被恢复了原来的官职。太昌元年（532年），累遷中軍将軍、光禄大夫，出任建州刺史。魏孝武帝西逃时，转行荊州事。
东魏天平元年（534年），任洛州刺史。當時州人韩木兰等人起兵叛乱，被韩賢镇压，破敌后韩贤亲自检收缴获的甲仗，有一个敌軍装死藏在死尸中，见韩贤来到跟前，就忽然起身砍杀韩贤，韩贤小腿被砍断而死。韩贤曾经将洛阳白马寺自汉明帝流传至今的经函宝物砍破毁坏，時人以为此是报应而致。追赠侍中、使持節定营安平四州諸軍事、大将軍、尚书令、司空公、定州刺史。
子韩裔，字永興，官青州刺史，封高密郡開國公。孫韩凤。

## 延伸阅读
[在维基数据编辑]
 《北齊書/卷19》，出自李百药《北齊書》
 《北史·卷053》，出自李延壽《北史》